# Jon Snersrud
Jon Andersen Snersrud, född 7 oktober 1902 i Flå i Buskerud fylke, död 10 februari 1986 i Rjukan i Tinns kommun i Telemark fylke, var en norsk utövare av nordisk kombination som tävlade under 1920-talet och i början av 1930-talet.
Snersrud största framgång var en tredje plats i nordisk kombination under OS 1928 i Sankt Moritz.